# Einojuhani Rautavaara
Einojuhani Rautavaara (Helsinki, 9 oktober 1928 – aldaar, 27 juli 2016) was een Finse componist en muziekpedagoog.

## Leven en werk

### Opleiding
Hij kreeg zijn middelbareschoolopleiding in Helsinki en in Turku. Zijn muziekstudie volgde hij aan de Universiteit van Helsinki en aan de Sibeliusacademie waar hij bij Aarre Merikanto compositie studeerde en in 1957 het diploma behaalde. In 1955/1956 studeerde hij verder in Wenen. Dankzij een studiebeurs van de Koussevitzky Foundation brachthij enige tijd door aan de Juilliard School of Music in New York bij Vincent Persichetti en aan het Tanglewood Music Center bij Roger Sessions en Aaron Copland. Verder studeerde hij in 1957 bij Wladimir Vogel in Ascona en in 1958 aan de Rheinische Musikhochschule te Keulen bij Rudolf Petzold.

### Loopbaan
Van 1957 tot 1959 was Rautavaara docent aan de Sibeliusacademie in Helsinki en daarna tot 1961 muziekarchivaris van het Filharmonisch Orkest van Helsinki. In 1965 en 1966 was hij rector van het Käpylä Music Institute in Helsinki. Dan werd hij opnieuw docent aan de Sibeliusacademie. Ook bij de Finse overheid kreeg hij een baan als 'artistiek hoogleraar' van 1971 tot 1976. Daarna werd hij van 1976 hoogleraar voor compositie aan de Sibeliusacademie. In 1990 nam hij ontslag en daarna werkte hij uitsluitend als componist.
Rautavaara overleed op 87-jarige leeftijd in een ziekenhuis in Helsinki door complicaties na een operatie.

## Composities
Rautavaara componeerde veel muziek voor symfonieorkest waaronder acht symfonieën, veel geestelijke vocale muziek en negen opera's. Hij werd gerekend tot de belangrijkste en in het buitenland bekendste Finse componisten. Hij heeft een groot aantal prijzen en onderscheidingen ontvangen. Hij was constructivist en aan de andere kant een mysticus. Zijn mysticisme betuigde hij allereerst in zijn interesse voor het religieus-metafysische materiaal en het gebruik van teksten uit het sjamanisme tot de Oosterse Orthodoxie, en verder door in zijn stijl het componeren te mystificeren. Het gaat om scheppingsprocessen die het construerende intellect van de componist niet beheerst. Hij bond zich niet aan bepaalde compositietechnieken die de liefhebbers van de hedendaagse muziek houvast kunnen geven. De in heel zijn oeuvre herkenbare pluraliteit van de stijl en de technische middelen groeiden sinds de jaren 70 uit tot een synthese van modernisme en traditie - een muziek waarin soms een postmoderne esthetica te herkennen is.

### Orkest

#### Symfonieën
- 1956/1988 rev. 2003 Symphony No. 1
  1. Andante
  2. Poetico
  3. Allegro
- 1957 rev. 1984 Symphony No. 2 - "Sinfonia intima"
  1. Quasi grave
  2. Vivace
  3. Largo
  4. Presto
- 1950-1961 Symphony No. 3
  1. Langsam, breit, ruhig
  2. Langsam, doch nicht schleppend
  3. Leicht bewegt, träumend frei
  4. Bewegt
- 1962 Symphony No. 4 - "Arabescata"
  1. Arabescata I
  2. Arabescata II (1. Quadratus, 2. Zigzag, 3. Figurae, 4. Dedicatio, 5. Rotatus)
  3. Arabescata III
  4. Arabescata IV
- 1985–1986 Symphony No. 5
- 1992 Symphony No. 6 - "Vincentiana"
  1. Tähtiyö (Starry night)
  2. Varikset (The crows)
  3. Saint-Rémy
  4. Apotheosis
- 1994 Angel of Light (Symphony No. 7)
  1. Tranquillo
  2. Molto allegro
  3. Come un sogno
  4. Pesante-cantabile
- 1999 Symphony No. 8 - "The Journey"
  1. Adagio assai - Andante assai
  2. Feroce
  3. Tranquillo
  4. Con grandezza - Sciolto - Tempo primo

#### Concerten met orkest
- 1955 Piano Concerto no. 0
- 1955-1956/1960 Fünf Sonette an Orpheus for medium voice and orchestra - tekst: Rainer Maria Rilke (Duits)
  1. Da stieg ein Baum
  2. Und fast ein Mädchen wars
  3. Ein Gott vermags
  4. O ihr Zärtlichen
  5. Errichtet keinen Denkstein
- 1958–1959/1964 Die Liebenden song cycle for high voice and chamber or string orchestra - tekst: Rainer Maria Rilke (Duits)
- 1968 Concerto for Cello and Orchestra
  1. Allegro ma non troppo
  2. Largo
  3. Allegro
- 1969 Concerto for Piano and Orchestra No. 1
  1. Con grandezza
  2. Andante ma rubato
  3. Molto vivace
- 1970 Meren tytär (Daughter of the Sea) concerto for soprano, choir and orchestra - zonder tekst
  1. Andante
  2. Allegro
  3. Andante assai
  4. Allegro assai
- 1975 Concerto for Flute and Orchestra - "Dances with the Winds"
  1. Andantino
  2. Vivace* 1968 Sotilasmessu (A Soldier's Mass)
  3. Andante moderato
  4. Allegro
- 1977 Concerto for Violin and Orchestra
  1. Tranquillo
  2. Energico
- 1980 Angel of Dusk concerto for double bass and orchestra
  1. His First Appearance
  2. His Monologue
  3. His Last Appearance
- 1988-1989 Concerto for Piano and Orchestra No. 2
- 1998 Concerto for Piano and Orchestra No. 3 - "Gift of Dreams"
- 1999-2000 Concerto for Harp and Orchestra
- 2001 Concerto for Clarinet and Orchestra
  1. Drammatico
  2. Adagio assai
  3. Vivace

#### Overig
- 1951 Dramaattinen alkusoitto (Dramatic Overture)
- 1952 Tema con tre variazioni
- 1953 Sinfoninen sarja (Symphonic Suite)
- 1953 Divertimento voor strijkorkest
  1. Allegro
  2. Adagio
  3. Allegretto ma energico
- 1954 Adagio ja Toccata (Adagio and Toccata)
- 1957 Modificata
  1. Recitatio
  2. Meditatio
  3. Affectio
- 1960 Canto I voor strijkorkest
- 1960 Canto II voor strijkorkest
- 1972 Canto III - "A Portrait of the Artist at a Certain Moment" voor strijkorkest
- 1972 Cantus Arcticus
- 1977 Suomalainen myytti (A Finnish Myth) voor strijkorkest
- 1978 Fanfaari Lahden hiihdon maailmanmestaruuskisoihin 1978 (Fanfare for the Lahti Skiing World Championship 1978)
- 1978 Angels and Visitations
- 1980 Pohjalainen polska (Ostrobothnian Polska)
- 1982 Hommage à Zoltán Kodály voor strijkorkest
- 1989 Hommage à Ferenc Liszt voor strijkorkest
- 1992 Canto IV voor strijkorkest
- 1995 Lintukoto (Isle of Bliss)
- 1999 Autumn Gardens
  1. Poetico
  2. Tranquillo
  3. Giocoso e leggiero
- 1971/2003 Garden of Spaces
- 2003-2005 Book of Visions
  1. A Tale of Night
  2. A Tale of Fire
  3. A Tale of Love
  4. A Tale of Fate

### Harmonieorkest of brassband
- 1950 Konsertto puhaltimille (Concerto for Wind Orchestra)
  1. Allegro
  2. Tema con variazioni
  3. Finale
- 1953 A Requiem in Our Time voor brassband - "Dedicated to the memory of my mother"
  1. Hymnus
  2. Credo
  3. Dies irae
  4. Lacrymosa
- 1968 Sotilasmessu (A Soldier's Mass) voor harmonieorkest
  1. Sotajoukkojen Herra (Kyrie)
  2. Armahda meitä (Miserere)
  3. Kunnian kentillä (Gloria)
  4. Kuolemamme hetkellä (In hora mortis)
- 1976-1977 Annunciations for Organ, Brass Group and Symphonic Wind Orchestra

### Soloinstrument

#### Piano
- Etydit (etudes) op 42
  1. Terssit
  2. Septimit
  3. Tritonukset
  4. Kvartit
  5. Sekunnit
  6. Kvintit
- Ikonit (ikonen) opus 6
  1. Dood van de moeder van God
  2. Twee dorpsheiligen
  3. De zwarte Madonna van Blakernaya
  4. De doop van Christus
  5. De heilige vrouwen aan het graf
  6. Aartsengel Michael strijdt tegen de antichrist
- Preludit (preludes)opus 7
  1. Partita opus 34
- pianosonate nr 1 opus 50 (Christus en de Visser)
- pianosonate nr 2 opus 64 (The Fire Sermon)

#### Gitaar
- 1977 Serenades of the Unicorn
  1. A Nervous Promenade and Dance (With His Own Reflection)
  2. Serenading a Pair of Giggly Nymphs (Drunk of Night)
  3. Serenading the Beauty Inobtainable (Too Far in Time)
  4. Having a Grand Time (With Some Scythian Centaurs)
- 1980 Monologues of the Unicorn
  1. Monologue with JSB (He gets slightly annoyed with the beast)
  2. Monologue with Claude-Achille (Poeticized by the whiteness)
  3. Monologue with Ad Schbeg (With occasional remarks by his son Aba Beg)
  4. Monologue with Igor (The horn gets on his nerves)

#### Cello
- 1969 Sonate voor cello solo
- 1972-1973/2001 Sonate voor cello en piano nr. 1
- 1991 Sonate voor cello en piano nr. 2

### Vocaal
- 1953 A Requiem in Our Time zie Werken voor harmonieorkest
- 1963 Missa duodecanonica for 3-part choir (op Latijn)
- 1963 Nattvarden (Communion, Ehtoollinen) voor gemengd koor - tekst: Bo Setterlind (op Zweeds en Fins)
  1. Psalm vid nattvarden I (Communion Hymn I, Ehtoollisvirsi I)
  2. Psalm vid nattvarden II (Communion Hymn II, Ehtoollisvirsi II)
  3. Kyrie (Rukous)
  4. Herdepsalm (Shepherd Hymn, Paimenvirsi)
- 1966 Itsenäisyyskantaatti 1967 (Independence Cantata 1967) voor solisten, voordrachtskunstenaar, gemengd koor, sprekend koor en orkest
  1. Johdanto veisuun
  2. Veisu keisarille
  3. Maisema
  4. Ruhtinas puhuu
  5. Ei suvi ollut
  6. Minä kerskaan
  7. Tästä oikeuden-käynnistä
  8. Kaatakaa, Helsingin porvarit
  9. Nämä 17 000
  10. Haudoilla
  11. Isä ja poika
  12. Taistelulaulu
  13. Päiväkäsky
  14. Hymni isänmaan vapaudelle
- 1967 Ta Tou Theou for organ
  1. Nomen Patris et Filii et Spiritus Sancti
  2. Gaudet in Filio Pater Spiritu Sancto
- 1968 Sotilasmessu (A Soldier's Mass) zie Werken voor harmonieorkest
- 1968/1971 Kaksi psalmia (Two Psalms) voor gemengd koor/mannenkoor - tekst: Psalm 23 en 130 (Fins)
- 1969 Laudatio trinitatis for organ
  1. In nomine Patris
  2. ...Et Filii
  3. ...Et Spiritus Sancti
- 1971/1974/2001-2002 True & False Unicorn voor voordrachtskunstenaars, kamerkoor, symfonieorkest, piano, celesta, strijkers en tape - tekst: James Broughton (Engels)
- 1971/1998 Toccata per organo
- 1971-1972/1996 Vigilia - All-Night Vigil (Vigil Commemorating St John the Baptist) voor gemengd koor met solisten - tekst: Orthodox Vigil (Fins en Engels)
- 1972 The Water Circle An Hommage to Lao-Tzu - for mixed choir, piano and orchestra
- 1973 Lapsimessu (A Children's Mass) voor kinderkoor (SSA), en strijkorkest - tekst: Latijn
  1. Kyrie
  2. Meditatio super Kyrie
  3. Gloria
  4. Meditatio super Gloriam
  5. Agnus Dei
  6. Meditatio super Agnum
  7. Halleluja
- 1975 Kainuu cantate voor gemengd koor, voorddrachtskunstenaar en slagwerk (1 speler)
  1. Kaukamoinen
  2. Manaus
  3. Ihmisparka
  4. Arkkiveisu
  5. Kainuunkaatajat
- 1979 Magnificat voor gemengd koor en solisten - tekst: uit de bijbel (op Latijn)
  1. Magnificat
  2. Quia respexit - Et misericordia
  3. Fecit potentiam
  4. Suscepit Israel
  5. Gloria
- 1984 Häämarssi (Wedding March) for organ
- 1991 Katso minun kansani on puu (Behold, my people are a tree) Independence Cantata 1992 voor gemengd koor, orkest, accordeon, strijkers - tekst van de componist (Fins)
- 2011 Missa a Cappella voor gemengd koor a cappella (SSAATTBB) en solisten. Première 25 november 2011, door het Groot Omroepkoor in de Jacobikerk in Utrecht.

### Muziektheater

#### Opera's
| Voltooid in         | titel                                       | aktes       | première                 | libretto                                               |
| ------------------- | ------------------------------------------- | ----------- | ------------------------ | ------------------------------------------------------ |
| 1957-1958/1960/1963 | Kaivos (The Mine)                           | 3 bedrijven | 1963, in de Finse omroep | van de componist                                       |
| 1970                | Apollo contra Marsyas                       | 3 aktes     | 1973, Helsinki           | Bengt V. Wall                                          |
| 1974/1982           | Runo 42 'Sammon ryöstö' (The Myth of Sampo) | 1 akte      |                          | van de componist naar de "Kalevala"                    |
| 1982-1985           | Thomas                                      | 3 aktes     | 1985, Joensuu            | van de componist                                       |
| 1986-1987           | Vincent                                     | 3 aktes     | 1987, Helsinki           | van de componist                                       |
| 1989-1990           | Auringon talo (Het Zonhuis)                 | 2 aktes     | 1991, Lapeenranta        | van de componist                                       |
| 1994-1995           | Tietäjien lahja (The Gift of the Magi)      |             |                          | van de componist gebaseerd op een gedicht van O. Henry |
| 1995-1996           | Aleksis Kivi                                | 3 aktes     | 1997, Savonlinaa         | van de componist                                       |
| 2001-2003           | Rasputin                                    | 3 aktes     | 2003, Helsinki           | van de componist                                       |

#### Balletten
| Voltooid in | titel                        | aktes  | première       | libretto         | choreografie |
| ----------- | ---------------------------- | ------ | -------------- | ---------------- | ------------ |
| 1969        | Kiusaukset (The Temptations) | 1 akte | 1973, Helsinki | van de componist |              |

#### Toneelmuziek
- 1952 Music to the play by Pirkko Karppi-Salonen voor fluit en piano